# Спеціальна премія Президента Республіки Білорусь діячам культури і мистецтва
Спеціальна премія Президента Республіки Білорусь діячам культури і мистецтва — премія Президента Республіки Білорусь діячам культури і мистецтва, які досягли значних результатів у творчій, культурно-освітній, науковій, педагогічній діяльності.

## Історія
Спеціальні премії Президента Республіки Білорусь діячам культури і мистецтва засновані Указом Президента Республіки Білорусь від 23 червня 1998 N 328.

## Нагороджувані
Премія присуджується за видатні досягнення, які отримали громадське визнання. Щорічно присуджуються 17 премій у таких номінаціях:
1. музичне мистецтво;
2. театральне мистецтво;
3. образотворче мистецтво;
4. кіновідеомистецтво;
5. художня література;
6. журналістика;
7. радіо і телебачення;
8. архітектура і реставрація;
9. народна творчість;
10. хореографічне мистецтво;
11. естрадне і циркове мистецтво;
12. критика і мистецтвознавство;
13. музейна справа;
14. бібліотечна справа;
15. аматорська художня творчість;
16. виховання творчої молоді;
17. розвиток міжнародних культурних зв'язків.

## Порядок присудження
На здобуття спеціальної премії можуть висуватися діячі культури, літератури, мистецтва, архітектури, засобів масової інформації, авторські, творчі та інші колективи працівників, досягнення яких за період з 1 жовтня року, що передує року, за який присуджується спеціальна премія, до 1 жовтня року, за який присуджується спеціальна премія.
Висування претендентів премії здійснюється організаціями, трудовими колективами.
При висуванні авторського колективу в число претендентів премії включаються тільки основні автори (не більше 3 осіб). Не включаються до числа здобувачів премії особи, які здійснювали у процесі виконання роботи тільки адміністративні, консультаційні чи організаційні функції.
Висування претендентів премії посмертно не допускається.
Рішення про присудження цієї премії приймається на засіданні ради фонду Президента Республіки Білорусь щодо підтримки культури і мистецтва за участю представників Білоруської православної церкви.
За підсумками засідання ради фонду Міністерство культури готує проекти указів Президента Республіки Білорусь про присудження премії за відповідний рік та подає їх до Уряду Республіки Білорусь, який до 5 грудня року, за який присуджується премія, в установленому порядку вносить ці проекти указів на розгляд Президента Республіки Білорусь. До проектів додаються висновки Державного секретаріату Ради Безпеки Республіки Білорусь щодо кожної кандидатури здобувача премії.

## Нагородження
Премія присуджується указом Президента Республіки Білорусь і вручається Президентом Республіки Білорусь або уповноваженою ним посадовою особою зазвичай 7 січня, у день православного Різдва Христового. Лауреату премії вручається диплом лауреата премії та грошова винагорода у розмірі 350 базових величин. При присудженні премії авторському, творчому чи іншому колективу працівників виплачується один розмір премії на весь колектив, а дипломи лауреата премії вручаються всім членам цього колективу.